# Stigmella arbatella
Stigmella arbatella là một loài bướm đêm thuộc họ Nepticulidae. Nó được tìm thấy ở Maroc.